# Jan-Willem van Schip
Jan-Willem van Schip (Schalkwijk, 20 agosto 1994) è un pistard e ciclista su strada olandese che corre per il team Parkhotel Valkenburg.
Nel 2018 ha conquistato due secondi posti ai campionati del mondo di Apeldoorn, nella corsa a punti e nell'omnium, mentre nel 2019 si è laureato campione del mondo nella corsa a punti e nel 2023 nell'americana. Nel 2020 ha vinto per la seconda volta in carriera la medaglia d'argento nell'omnium ai campionati del mondo di Berlino; nel 2021 in coppia con Yoeri Havik ha invece vinto il titolo europeo di americana.

## Palmarès

### Pista
- 2017

GP Prostejov, Corsa a punti
GP Prostejov, Scratch
Campionati olandesi, Omnium
- 2018

3ª prova Coppa del mondo 2017-2018, Corsa a punti (Minsk)
5ª prova Coppa del mondo 2017-2018, Omnium (Minsk)
- 2019

Campionati del mondo, Corsa a punti
Öschelbronn, Corsa a punti
Öschelbronn, Americana (con Yoeri Havik)
Giochi europei, Omnium
Campionati olandesi, Omnium
Campionati olandesi, 50 km
- 2020

6ª prova Coppa del mondo 2019-2020, Americana (Milton, con Yoeri Havik)
6ª prova Coppa del mondo 2019-2020, Omnium (Milton)
- 2021

Belgian Track Meeting, Americana (con Yoeri Havik)
Campionati europei, Americana (con Yoeri Havik)
- 2022

Belgian Track Meeting, Americana (con Yoeri Havik)
2ª prova Coppa delle Nazioni, Americana (Milton, con Yoeri Havik)
- 2023

Adelaide Track League, Corsa a eliminazione
Campionati del mondo, Americana, con Yoeri Havik)
Sei Giorni Rotterdam, Classifica finale
- 2024

Sei Giorni Berlijn, Americana (con Yoeri Havik)
Sprint Meeting, Scratch

### Strada
- 2016 (Cyclingteam Join's-De Rijke, tre vittorie)

1ª tappa Tour of Mersin (Anamur > Yanışlı)
Grote Prijs Marcel Kint
2ª tappa Olympia's Tour (Assen > Assen)
- 2017 (Delta Cycling Rotterdam, quattro vittorie)

Ronde van Drenthe
3ª tappa Tour de Normandie (Duclair > Elbeuf)
2ª tappa An Post Rás (Longford > Newport)
3ª tappa Okolo Jižních Čech (České Velenice > Nová Bystřice)
- 2018 (Roompot-Nederlandse Loterij, una vittoria)

Slag om Norg
- 2019 (Roompot-Charles, una vittoria)

1ª tappa Giro del Belgio (Sint-Niklaas > Knokke-Heist)

#### Altri successi
- 2016 (Cyclingteam Join's-De Rijke)

Omloop van de Houtse Linies
Rabobank Amersfoort Groeistad Klassieker
Classifica a punti Olympia's Tour

## Piazzamenti

### Classiche monumento
- Giro delle Fiandre

2018: 94º

### Competizioni mondiali
- Campionati del mondo su pista

Londra 2016 - Inseguimento a squadre: 8º
Hong Kong 2017 - Inseguimento a squadre: 11º
Hong Kong 2017 - Inseguimento individuale: 16º
Apeldoorn 2018 - Corsa a punti: 2º
Apeldoorn 2018 - Omnium: 2º
Pruszków 2019 - Corsa a punti: vincitore
Pruszków 2019 - Omnium: 5º
Berlino 2020 - Omnium: 2º
Berlino 2020 - Americana: 4º
St. Quentin-en-Yv. 2022 - Americana: 5º
Glasgow 2023 - Americana: vincitore
Ballerup 2024 - Corsa a eliminazione: squalificato
- Campionati del mondo su strada

Doha 2016 - Cronometro Under-23: 41º
Doha 2016 - In linea Under-23: 40º
- Giochi olimpici

Rio de Janeiro 2016 - Inseg. a squadre: ritirato
Tokyo 2020 - Omnium: 6º
Tokyo 2020 - Americana: 5º
Parigi 2024 - Omnium: 15º

### Competizioni europee
- Campionati europei su pista

Anadia 2012 - Inseguimento individuale Junior: 22º
Anadia 2012 - Scratch Junior: 8º
Anadia 2014 - Inseguimento a squadre Under-23: 5º
Anadia 2014 - Scratch Under-23: 6º
Anadia 2014 - Americana Under-23: 15º
Grenchen 2015 - Inseguimento a squadre: 9º
Grenchen 2015 - Corsa a eliminazione: 4º
St. Quentin-en-Yv. 2016 - Corsa a punti: 6º
St. Quentin-en-Yv. 2016 - Corsa a eliminazione: 18º
Berlino 2017 - Corsa a punti: 12º
Apeldoorn 2019 - Corsa a punti: 2º
Apeldoorn 2019 - Omnium: 5º
Apeldoorn 2019 - Americana: 2º
Grenchen 2021 - Corsa a punti: 9º
Grenchen 2021 - Americana: vincitore
Monaco di Baviera 2022 - Americana: 7º
Grenchen 2023 - Omnium: 6°
Apeldoorn 2024 - Americana: 8°
- Campionati europei su strada

Goes 2012 - In linea Junior: ritirato
- Giochi europei

Minsk 2019 - Corsa a punti: 2º
Minsk 2019 - Omnium: vincitore
Minsk 2019 - Americana: 2º